# 萬美汐
萬美汐（1982年6月6日—），原名万瑶瑶，中国女演员，曾出演多部电视剧，其毕业于2002级北京电影学院表演系。在2011年清宫斗争题材作品《後宮甄嬛傳》中饰演欣貴人。

## 電視劇

### 中國
- 大唐芙蓉园（咸宜公主，2004年）
- 永远的铭记（伊香美子，2005年）
- 下一站幸福 （露茜，2005年）
- 红罂粟II（韩露，2006年）
- 越王勾践（卫姬，2006年）
- 生死英雄（施雨，2007年）
- 秋去秋来（飞飞，2008年）
- 剑谍（向飞艳，2008年）
- 黑色名单（莎莎，2009年）
- 天地姻缘七仙女（王母娘娘，2010年）
- 乱世佳人（晴如，2011年）
- 唐宫美人天下（紫萱，2011年）
- 节振国传奇（黄丽仪，2011年）
- 後宮甄嬛傳（吕盈風：欣貴人，2011年）
- 天亮请睁开眼（庄艳丽，2012年）
- 为爱坚守（2015年）
- 黎明破晓前（2015年）
- 靈魂擺渡2 (大雪, 2015年)
- 锦绣未央（赫连皇后，2015年）
- 孤芳不自賞（慕容和仁(燕王慕容肅長姐長公主 )，2016年）
- 那年花開月正圓（柳婉兒,三叔的老婆 )，2017年）
- 烈火如歌（花大娘，2018年）
- 安家 (曲玲瓏，2020年)
- 親愛的自己 (苗苗媽，2020年)
- 玉楼春 (沈湘云，2021年)
- 墨雨雲間 (楊氏，2024年)

## 電影

### 中國
- 1998年:不能没有你 飾 瑶瑶
- 2011年:健身房 飾 小美

### 香港
- 2012年：少女時代 飾 李秀英（影射秀英）

## 外部連結
- 萬美汐的新浪微博
- 演员万美汐的哔哩哔哩个人空间